# Pascal Chevarie
Pascal Chevarie, né en 1975 aux îles de la Madeleine, est un dramaturge et scénariste québécois.

## Biographie
Originaire des îles de la Madeleine, Pascal Chevarie obtient en 2000 un baccalauréat de l'Université Laval en littérature et études théâtrales. Il est ensuite diplômé en 2003 de l'École nationale de théâtre du Canada en écriture dramatique,.
À titre de dramaturge, plusieurs de ses créations sont consacrées au théâtre jeunesse. Sa pièce Mika, l'enfant pleureur, qui raconte l'histoire d'un enfant qui a pour quête d'éteindre un volcan menaçant, a notamment été traduite en anglais (Mika, the Boy Who Couldn't Stop Crying) grâce à un financement du Conseil des arts du Canada, de même qu'en espagnol (Mika, el niño que no podía dejar de llorar),.
Il est l'auteur de Traces. Théâtre Bouches Décousues. 25 ans, un ouvrage célébrant le 25e anniversaire du Théâtre Bouches Décousues,.
Il contribue à la scénarisation de plusieurs séries télévisées destinées au jeune public, dont Toc Toc Toc, Tactik, 1, 2, 3... Géant!, Mehdi et Val et Alix et les Merveilleux, de même qu'à l'écriture scénaristique de la web-série Marika,. Il est notamment l'un des concepteurs et scénaristes de l'émission Salmigondis.

## Œuvres

### Textes dramatiques
- 2002 : La défonce, dont une seconde version est écrite en 2007[10]
- 2003 : Les enfants du sabbat, adapté du roman du même nom par Anne Hébert[11]
- 2004 : Naufrages, publié en 2014 chez Lansman Editeur, 60 pages  (ISBN 978-2-87282-958-3)[12],[13]
- 2004 : Mika, l'enfant pleureur, publié en 2005 chez Dramaturges Éditeurs, 80 pages  (ISBN 9782922182774)[3],[14]
- 2005 : Iana et le mur[15]
- 2006 : Tour de lune[16]
- 2009 : Chambre(s), écrit en collaboration avec Éric Jean[1],[17]
- 2011 : La constellation du chien, publié en 2011 chez Lansman Editeur, 52 pages  (ISBN 9782872828128)[18],[19]
- 2012 : Emovere, écrit en collaboration avec Éric Jean[1],[20]

### Ouvrages documentaires
- 2010 : Traces. Théâtre Bouches Décousues. 25 ans, Dramaturges Éditeurs (collection Didascalies, en coédition avec Théâtre Bouches Décousues), 128 pages  (ISBN 9782896370368)[5],[6]

## Distinctions
- 2006 : Lauréat de la 4e édition du concours Le théâtre jeune public et la relève, pour son texte Iana et le mur[1],[2]
- 2010 : Finaliste pour l'obtention du Prix Annick Lansman, pour son texte La Constellation du Chien[1],[21]
- 2016 : Finaliste pour l'obtention du Gémeaux du Meilleur texte : jeunesse, pour l'émission Salmigondis[22]
- 2021 : Finaliste pour l'obtention du Gémeaux du Meilleur texte pour une émission ou série produite pour les médias numériques : jeunesse, pour la web-série Marika[23]